# Lactogênio placentário
O Lactogênio placentário é um hormônio produzido na placenta. Sua secreção se inicia após a quarta semana embrionária e tem um aumento significativo no segundo trimestre gestacional. Ao final da gestação sua produção pode chegar a mais de 1g por dia. É importante por suas funções no crescimento, lactação e produção de esteróides lúteos, além de ser um antagonista da insulina.